# Heinz Schwipps
Heinz Schwipps (* 16. August 1915 in Dresden; † 18. November 2006 ebenda) war ein deutscher Fußballspieler und -trainer.
Heinz Schwipps begann seine Fußballkarriere bei Cotta Dresden. 1933 wechselte er zu Guts Muts Dresden in die Gauliga Sachsen, wo der „körperlich kleine, aber sehr energische“ Spieler als linker Läufer Akzente setzte. Er spielte „sehr schnell und durchschlagskräftig“; „Entschlossenheit, gute Übersicht und ein harter Schuß“ kennzeichneten das Spiel des gelernten Maschinenschlossers. Er galt bald als einer der besten Stürmer Dresdens und wurde in Dresdner Stadtauswahlmannschaften eingesetzt. Als 1939 der Zweite Weltkrieg begann, wurde Schwipps zur Wehrmacht eingezogen, womit seine Laufbahn als Spieler für den SV Guts Muts beendet war.
Nach dem Zweiten Weltkrieg und dreijähriger Kriegsgefangenschaft spielte Schwipps von 1949 bis 1952 in der Landesligamannschaft der SG Cotta. 1952/53 absolvierte er den Trainerlehrgang unter der Leitung von Richard Hofmann. In den Jahren von 1953 bis 1974 trainierte er zahlreiche Mannschaften wie Post Dresden, Aufbau Dresden-Mitte, den Guts-Muts-Nachfolger BSG Turbine Dresden (heute SSV Turbine Dresden) und in Dürrröhrsdorf den SV Wesenitztal.